# Ixcateopan de Cuauhtémoc
Ixcateopan de Cuauhtémoc é uma localidade do estado de Guerrero, no México.